# Aboën
Aboën (pronunciado /abwɛ̃/) es una comuna francesa, situada en el departamento de Loira, de la región de Auvernia-Ródano-Alpes.

## Demografía
| Gráfica de evolución demográfica de Aboën entre 2006 y 2020 |
|                                                             |

Fuentes: INSEE.